# The Yellow Shark
The Yellow Shark es un álbum de música de orquesta del músico y compositor Frank Zappa de 1993. Fue el último álbum de Zappa antes de su muerte y está ejecutada por la orquesta de cámara Ensemble Modern en un concierto de 1992.

## Lista de canciones
1. "Intro" – 1:43
2. "Dog Breath Variations" – 2:07
3. "Uncle Meat" – 3:24
4. "Outrage at Valdez" – 3:27
5. "Times Beach II" – 7:31
6. "III Revised" – 1:45
7. "The Girl in the Magnesium Dress" – 4:33
8. "Be-Bop Tango" – 3:43
9. "Ruth Is Sleeping" – 5:56
10. "None of the Above" – 2:17
11. "Pentagon Afternoon" – 2:28
12. "Questi Cazzi Di Piccione" – 3:03
13. "Times Beach III" – 4:26
14. "Food Gathering in Post-Industrial America, 1992" – 2:52
15. "Welcome to the United States" – 6:39
16. "Pound for a Brown" – 2:12
17. "Exercise, No. 4" – 1:37
18. "Get Whitey" – 7:00
19. "G-Spot Tornado" – 5:17

## Personal

### Músicos
- Frank Zappa: Director, Productor
- Peter Rundel: Director, Violín
- Dietmar Wiesner: Flauta
- Catherine Milliken: Oboe, Corno inglés, Didgeridoo
- Roland Diry: Clarinete
- Wolfgang Stryi: Clarinete Bajo, Clarinete contrabajo, Saxofón tenor
- Veit Scholz: Fagot, Contrafagot
- Franck Ollu: Corno
- Stefan Dohr: Corno
- William Formann: Trompeta, Fliscorno, Trompeta piccolo, Corneta
- Michael Gross: Trompeta, Fliscorno, Trompeta piccolo, Corneta
- Uwe Dierksen: Trombón, Trombón Soprano
- Michael Svoboda: Trombón, Euphoniul, Didgeridoo, Corno de los Alpes
- Daryl Smith: Tuba
- Hermann Kretzschmar: Piano, Clavicémbalo, Celeste, Lectura dramática
- Ueli Wiget: Piano, Clavicémbalo, Celeste, Arpa
- Rainer Römer: Percusión
- Rumi Ogawa-Helferich: Percusión, Cimbalón
- Andreas Böttger: Percusión
- Detlef Tewes: Mandolina
- Jürgen Ruck: Guitarra, Banjo
- Ellen Wegner: Arpa
- Mathias Tacke: Violín
- Claudia Sack: Violín
- Hilary Sturt: Viola, Lectura dramática
- Friedemann Dähn: Violonchelo
- Thomas Fichter: Contrabajo

### Personal técnico
- Todd Yvega – asistente de synclavier
- Spencer Chrislu – ingeniero, mezclas
- Harry Andronis – ingeniero
- Brian Johnson – dirección artística, diseño
- Hans Jörg Michel – fotografía
- Henning Lobner – fotografía
- Dave Dondorf – ingeniero
- Jesse Di Franco – dirección artística, diseño
- Ali N. Askin – arraglos
- Fritz Brinckmann – fotografía